# Prasiana fallax
Prasiana fallax is een hooiwagen uit de familie Cosmetidae.